# Trevor Booker
Trevor Fitzgerald Booker (* 25. November 1987 in Newberry, South Carolina) ist ein ehemaliger US-amerikanischer Basketballspieler, der acht Jahre in der nordamerikanischen Profiliga NBA spielte.

## Karriere
Booker spielte vier Jahre für Clemson Tigers auf Collegeebene. Nach seinem Abschluss wurde er bei der NBA-Draft 2010 von den Minnesota Timberwolves an 23. Stelle ausgewählt und direkt zu den Washington Wizards transferiert. Er spielte vier Jahre für die Wizards und kam dabei auf 6,4 Punkte bei 53,4 % Trefferquote und 5,1 Rebounds pro Spiel.
Im Sommer 2014 unterschrieb er einen Zweijahresvertrag bei den Utah Jazz. Booker erzielte am 11. April 2015 gegen die Portland Trail Blazers, einen Karrierekord von 36 Punkten. Für die Jazz erzielte er 7,2 Punkte und 5,0 Rebounds im Schnitt. Am deutlichsten verbesserte er seinen Dreipunktwurf. Bei den Wizards traf Booker in vier Jahren einen Dreipunktwurf bei 10 Versuchen. Bei den Jazz waren es 29 bei 84 Versuchen. Das darauffolgende Jahr lief nicht ganz so gut für Booker und er wurde zwischenzeitlich von Trey Lyles aus der Rotation gedrängt.
Im Sommer 2016 unterschrieb Booker einen Vertrag bei den Brooklyn Nets. Im Dezember 2017 wurde Booker zu den Philadelphia 76ers getradet. Um Platz für einen weiteren Spieler im Kader zu schaffen, einigten sich die 76ers und Booker im März 2018 auf eine Auflösung des bestehenden Vertrages. Im Anschluss unterzeichnete Booker für den Rest der Saison ein neues Arbeitspapier bei den Indiana Pacers.
Im April 2020 verkündete Booker seinen Rücktritt vom Profisport.

## Sonstiges
Trevor Bookers jüngerer Bruder Devin sowie sein Cousin Jordan Hill sind ebenfalls professionelle Basketballspieler.